# Parque Madureira Mestre Monarco
Parque Madureira Mestre Monarco é um parque de 450 mil metros quadrados, inaugurado em 23 de junho de 2012 e ampliado em 2015, situado entre os bairros de Madureira e Guadalupe, na Zona Norte da cidade do Rio de Janeiro. É o terceiro maior parque da cidade, somente menor que o Parque do Flamengo e a Quinta da Boa Vista.

## História

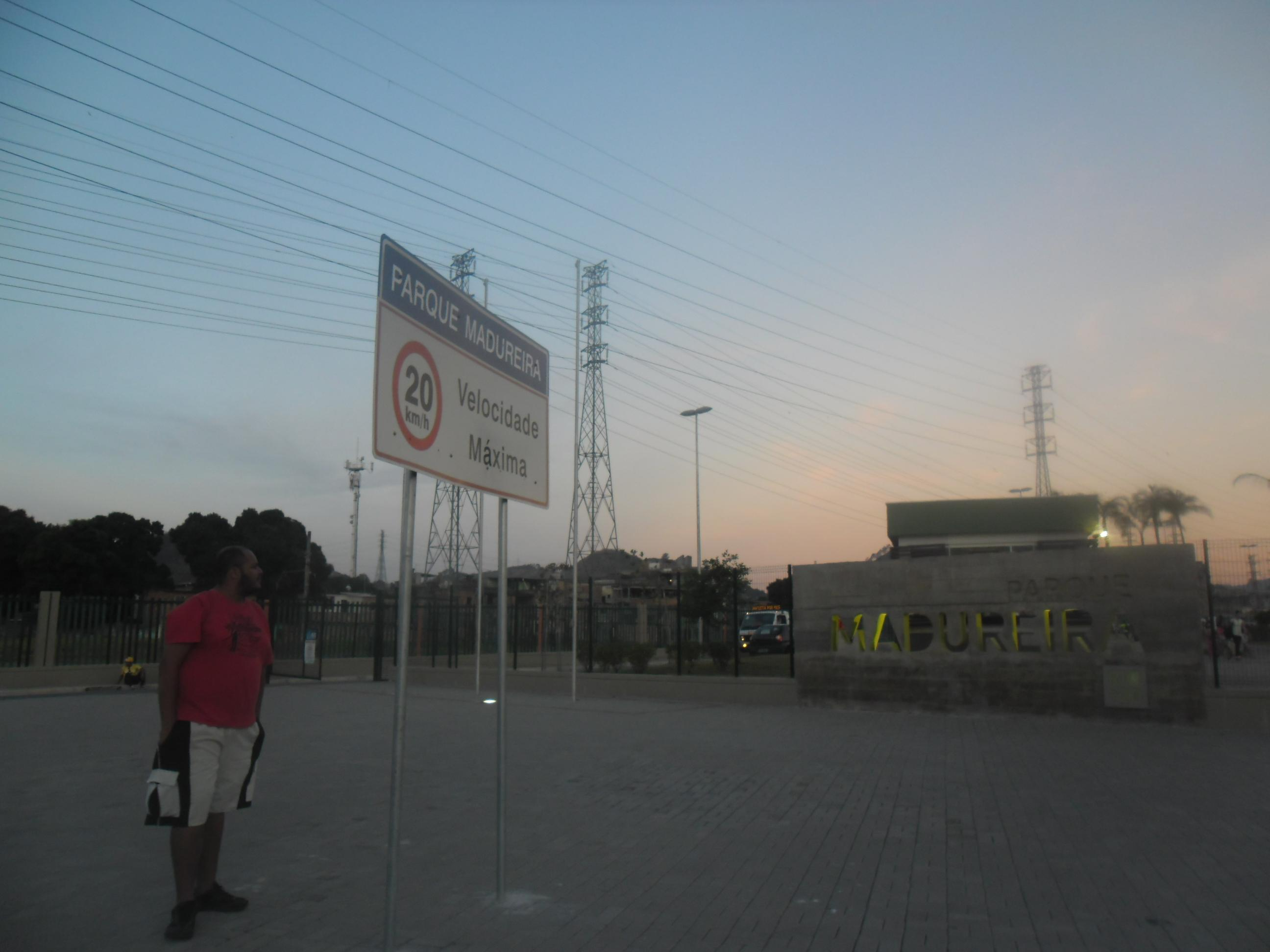
Parque Madureira, entrada por Oswaldo Cruz

Situado nos fundos do Madureira Shopping entre as ruas Manuel Marquês e Conselheiro Galvão e próximo da TransCarioca, possui uma ampla estrutura de lazer, onde contempla quadras para a prática de esportes populares no subúrbio como bocha e skate, ciclovias, bosques e riacho. tem também a Praça do Conhecimento, uma lan house pública e a Praça do Samba onde possui um formato circular com os símbolos das duas maiores escolas de samba tradicionais do Carnaval carioca: Império Serrano e a Portela, no chão.
O parque é totalmente sustentável e conquistou o selo AQUA (Alta Qualidade Ambiental), desenvolvido pela Fundação Vanzolini, em parceria com a Escola Politécnica da USP e o francês Centre Scientifique et Technique du Bâtiment (CSTB), com consultoria da Sustentech Desenvolvimento Sustentável. O parque possui centro de visitantes com iluminação movida à energia solar, sistema de irrigação que evita desperdícios, aproveitamento de água da chuva e 400 lâmpadas LED.

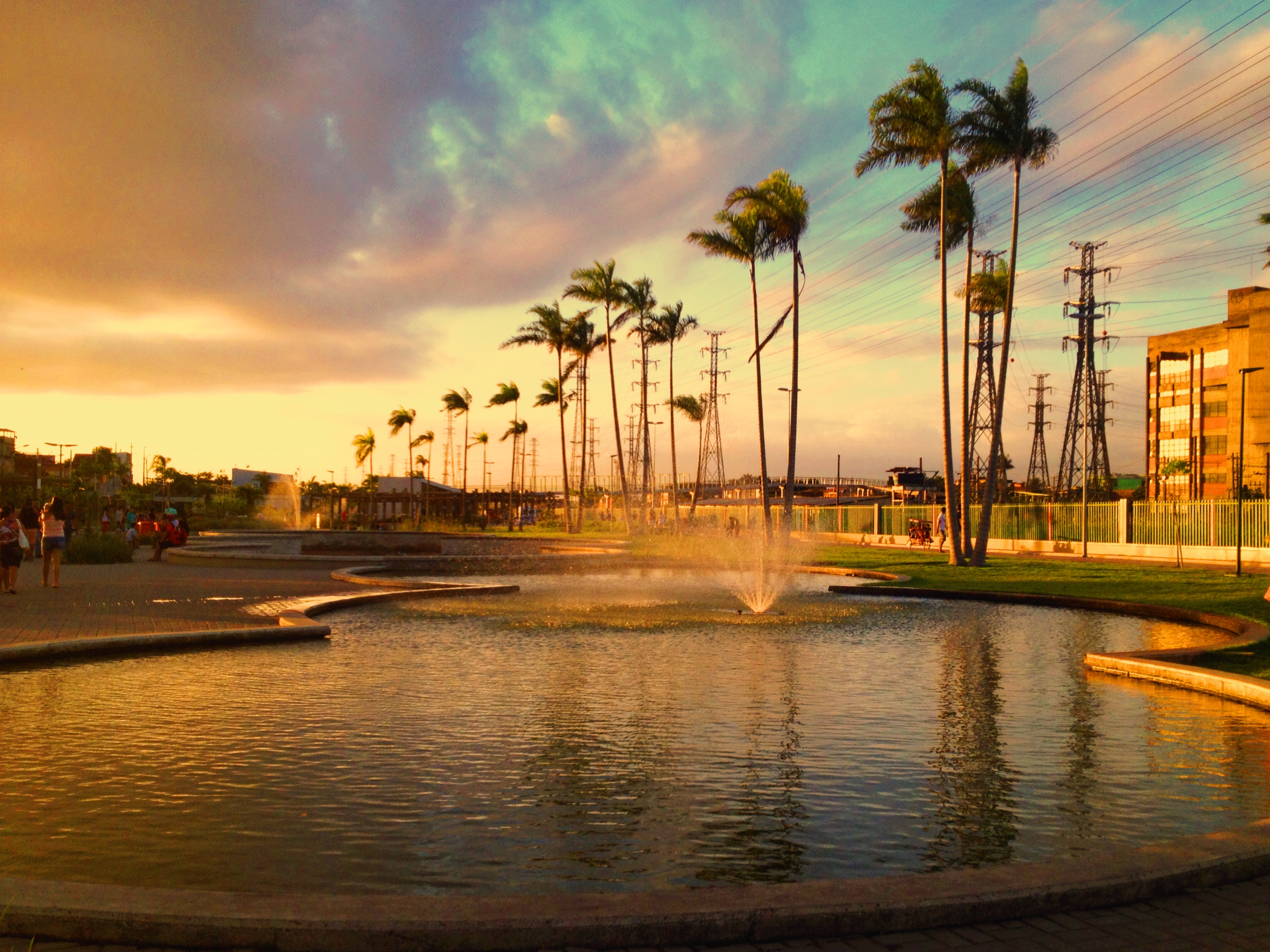
Entardecer no Parque Madureira.

O antigo terreno da Light era ocupado por 900 famílias da Favela Vila das Torres, que foram removidas para a realização do projeto. A 29ª DP, que ficava na área mais ao norte de Madureira, anteriormente conhecida como Magno foi deslocada para Oswaldo Cruz, no espaço da antiga casa de shows Casarão do Charme, de forma a estar mais próxima do parque. Além disso, a rede elétrica da Light foi compactada, para que não ficasse no espaço do parque.
Em dezembro de 2021, o Parque Madureira foi rebatizado por meio de um decreto da prefeitura do Rio. O espaço passa a se chamar "Parque Madureira Mestre Monarco", em homenagem a Monarco, cantor, compositor e baluarte da Portela, que faleceu naquele mês.

### Expansão
A área inicial, de 1,5 quilômetro de extensão, incorporou uma faixa territorial de 3,5 quilômetros, passando a somar 450 mil metros quadrados.
Decreto publicado no dia primeiro de janeiro deste 2013 estabeleceu o prazo de 90 dias para a apresentação do projeto de ampliação do parque, que seria feita ao longo da linha férrea e da faixa de transmissão da Light. O novo trecho conta com algumas novidades, como um circuito de bike para praticantes do esporte, além da construção de uma nova pista para BMX, Patins, Patinetes e skate para iniciantes e de um centro de treinamento de tênis.
O parque foi ampliado em duas frentes. Na chamada ampliação sul, chegando próximo ao BRT da TransCarioca. Já a ampliação norte parte do Viaduto dos Italianos até o bairro de Guadalupe, passando por Honório Gurgel e Rocha Miranda.

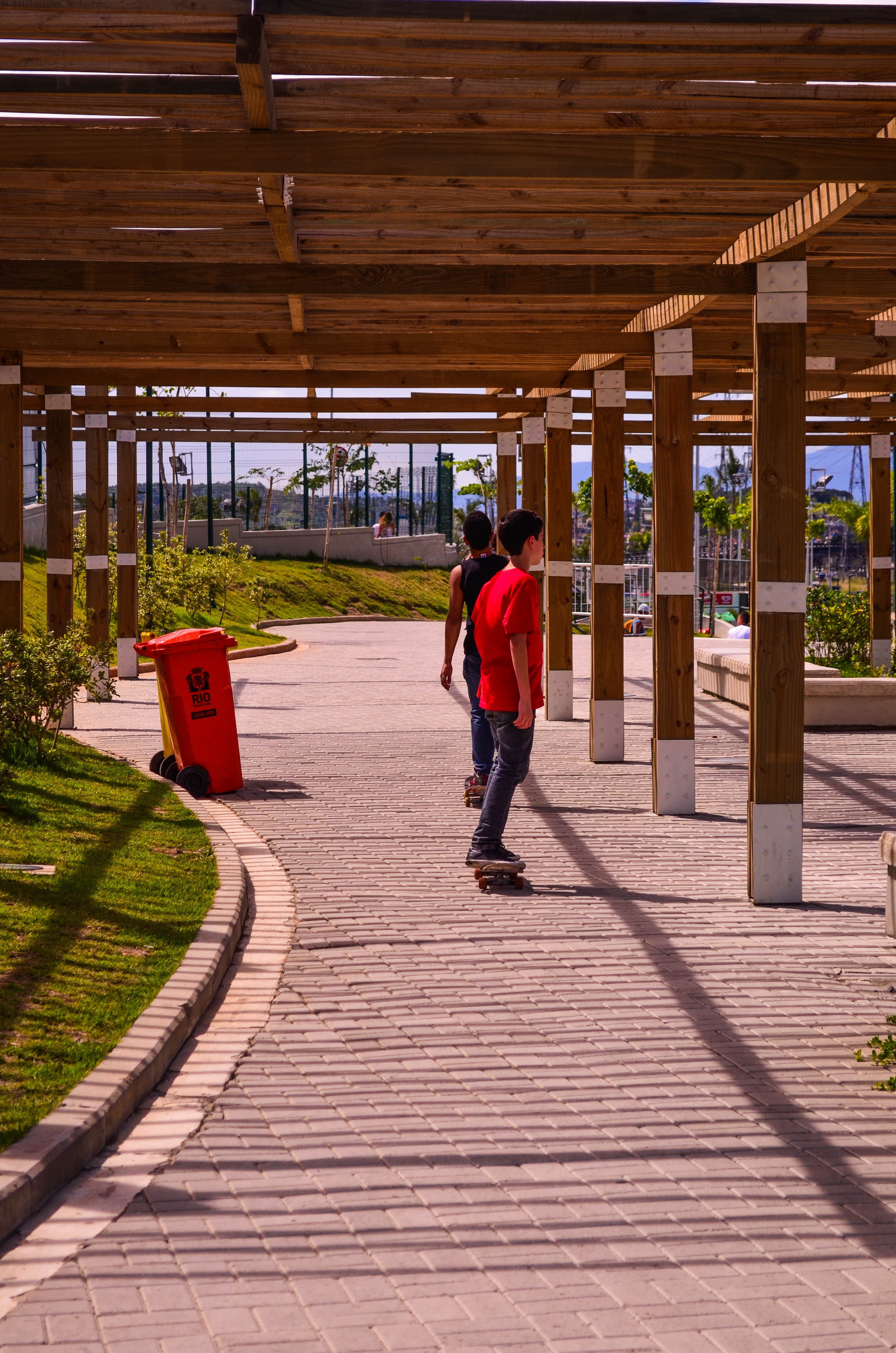
Skatista no Parque Madureira.

A obra de expansão foi inaugurada em 2015.